# 城代
城代（じょうだい）とは、中世から近世の日本で大名から城郭及び周辺の領土の守備を任された家臣をいう。城主の留守中に代理として城を管理した者。近世には留守居頭（るすいがしら）・大留守居（おおるすい）などの別称でも呼ばれる。

## 戦国時代
戦国時代には守護・守護代などから発展して一国以上の支配領域をもつ地域権力である戦国大名が出現し、戦国大名の領国支配においては直轄領のうち拠点城郭である支城の防備や支城に付属する支城領の支配について、大名家当主から公権力の一部を分与された家臣が城代と呼ばれ、城代の支配する領域は城代領と呼ばれる。
また、東国において戦国大名の支配領域は「郡」を単位に区分され各郡ごとに公事・諸役賦課や収取を行う郡代が存在し、城代は郡代のもつ公事方賦課や収取権を兼ねた存在であったと考えられている。南九州では支城の城代を地頭と呼んでいた地域があった。

## 江戸時代

### 江戸幕府
江戸幕府が置いた城代は以下の5つだが、同時期に置いた城代の数は最大3つで、江戸時代前期から幕末まで200年以上置いた城代は大坂城代と駿府城代の2つだった。
- 伏見城代：1607年（慶長12年） - 1619年（元和5年）
- 大坂城代：1619年（元和5年） - 1868年（慶応4年）
- 駿府城代：1619年（元和5年） - 1624年（寛永元年）、1633年（寛永10年） - 1868年（慶応4年）
- 二条城代：1625年（寛永2年） - 1699年（元禄12年）
- 甲府城代：1866年（慶応2年） - 1868年（慶応4年）

伏見城代は伏見城の廃城に伴って廃止され、廃止時の伏見城代だった内藤信正が初代大坂城代となった。大坂城代は将軍直属の役職で譜代大名が任命され、駿府城代は老中支配の役職で大身旗本が任命された。幕府の役職としての駿府城代は1633年（寛永10年）に着任した大久保忠成が初代とされる。1634年（寛永11年）の徳川家光上洛以降、大番12組のうち2組を二条在番として二条城に置くこととなり、二条城代廃止後の城代の職務は二条在番が担当した。甲府城代は甲府勤番の廃止に伴って置かれた。

### 諸藩
また、諸藩においては、国持大名または城主大名が参勤交代で不在の折に国元の居城で留守番を務める家臣のうち、家老職の筆頭の者が城代を兼帯し城代家老と呼ぶことがあった。もっとも時期や藩により、城代と筆頭家老が別々に存在する場合もあった。武鑑では江戸時代後期から幕末に城代が掲載される藩もある。
薩摩藩や飫肥藩では一国一城令以降も支城の城代である地頭の職名が残った。